# Македонско слово
„Македонско слово“ с подзаглавие Орган на македонската емиграция е български вестник, излизал в София от 1934 до 1936 година.
| Годишнина | Броеве | Дата                                |
| --------- | ------ | ----------------------------------- |
| I         | 1 – 40 | 22 септември 1934 – 30 ноември 1935 |
| II        | 1 – 7  | 7 декември 1935 – 28 януари 1936    |

Вестникът е създаден след разтурянето на Националния комитет от деветнадесетомайците. Редактор му е председателят на Временния македонски национален комитет Димитър Мирчев. Излиза в събота вечерта. Печата се в печатница „Книпеграф“, както и в печатниците „Радикал“, „Нов живот“ и „Задруга“. Вестникът е в ръцете на протогеровисткото крило на ВМРО.